# Вулиця Тролейбусна (Львів)
Вулиця Тролейбусна — вулиця у Франківському районі міста Львів, місцевість Боднарівка. Пролягає від вулиці Володимира Великого до межі міста, завершується на розі із закінченням Львівської бічної вулиці (яка вже належить до села Сокільники).
Долучаються вулиці Рубчака, Наукова і Трускавецька.

## Історія та забудова
Вулицю проклали у другій половині 1960-х років. Свою назву вона отримала у 1973 році, через тролейбусне депо, зведене на цій вулиці у 1964 році. За адресою вулиця Тролейбусна, 1 розташований диспетчерський пункт депо, а під № 3 — власне тролейбусне депо.
Житлова забудова вулиці почалася у 1970-х роках, як і сусідні вулиці, Тролейбусна забудована переважно типовими дев'ятиповерхівками. За радянських часів у будинку № 2 було дитяче ательє «Оленка», магазини «Взуття», «Товари для дітей» та продовольчий, у будинку № 14 — магазин «Продторг».

## Установи та заклади
- № 1-3 — тролейбусне депо № 3
- № 11 — Львівський навчально-науковий виробничий центр, підрозділ Одеської національної академії зв'язку ім. О. С. Попова[15].